# El Chanfle 2
El Chanfle 2 é um filme de comédia do México lançado em 1982. É a continuação de El Chanfle, de 1979.

## Produção
Após o sucesso do primeiro filme, Roberto Gómez Bolaños iniciou a produção de "El Chanfle 2" em junho de 1981. Para compensar as saídas de Ramón Valdés e Carlos Villagrán da Televisa, Bolaños convidou para o filme o ator e cantor Benny Ibarra. Orçado em oito milhões de pesos mexicanos, "El Chanfle 2" tinha sido programado para ser rodado em quatro semanas. Os trabalhos de filmagem foram concluídos no final de julho de 1981. A expectativa da Televicine era estrear o filme em outubro daquele ano.

## Sinopse
Na história do filme, Chanfle acaba se envolvendo num contrabando de jóias dentro de uma bola de futebol.

## Elenco
- Chanfle: Roberto Gómez Bolaños (Chespirito)[4]
- Tere: Florinda Meza[4]
- Sr. Matute: Rubén Aguirre[4]
- Secretária: Angelines Fernández[4]
- Paco (Chato): Raúl Padilla[4]
- Dr. Nájera: Édgar Vivar[4]
- Sr. Cejudo: Sergio Ramos "El Comanche"[4]
- Diana: María Antonieta de las Nieves[4]
- Chefe do contrabando: Horacio Gómez Bolaños
- Quince: Benny Ibarra
- Teresita: Hector Meza

## Recepção
A pré-estreia do filme ocorreu em Las Vegas em 8 dezembro de 1981 durante a convenção anual da Associação de Exibidores de Filmes em Língua Espanhola dos Estados Unidos sendo parte das comemorações do cinquentenário do cinema sonoro mexicano.
Em 31 de maio de 1982 o filme estreou nos cinemas dos Estados Unidos.

### No Brasil
"El Chanfle 2" nunca foi exibido no Brasil. Em dezembro de 2023 o Sistema Brasileiro de Televisão anunciou que comprou os direitos da obra para a língua portuguesa para exibição em 2024 durante a comemoração dos quarenta anos da estreia de El Chavo del Ocho naquela televisão.

## Curiosidades
- A história do filme é bem parecida com o episódio “A Festa a Fantasia” (partes 1 e 2) de Chapolin Colorado, em que ele tem que impedir um contrabando de jóias dentro de uma boneca. No mesmo episódio, Chespirito e o elenco imita personagens famosas do cinema mudo, como Charlie Chaplin, O Gordo e o Magro, O Professor Aloprado (Jerry Lewis), entre outros.